# Episodi di Lilli Palmer Theatre
La serie televisiva Lilli Palmer Theatre, composta da un'unica stagione di 34 episodi, è stata trasmessa in anteprima nel Regno Unito dalla Associated Television dal 25 settembre 1955 al 13 maggio 1956.
In Italia la serie è inedita.
| nº | Titolo originale               | Prima TV UK       |
| -- | ------------------------------ | ----------------- |
| 1  | Bardell vs. Pickwick           | 25 settembre 1955 |
| 2  | The Brown Man's Servant        | 2 ottobre 1955    |
| 3  | The Door                       | 9 ottobre 1955    |
| 4  | The Great Healer               | 16 ottobre 1955   |
| 5  | Mister Betts Runs Away         | 23 ottobre 1955   |
| 6  | Mossbach Collection            | 30 ottobre 1955   |
| 7  | The Orderly                    | 6 novembre 1955   |
| 8  | The Little Black Book          | 13 novembre 1955  |
| 9  | The Suicide Club               | 20 novembre 1955  |
| 10 | The Game and the Onlooker      | 27 novembre 1955  |
| 11 | Death Trap                     | 4 dicembre 1955   |
| 12 | The No Man                     | 11 dicembre 1955  |
| 13 | The Stocking                   | 18 dicembre 1955  |
| 14 | A Present from Bessie          | 25 dicembre 1955  |
| 15 | The Triumphant                 | 1° gennaio 1956   |
| 16 | The Stolen Pearl               | 8 gennaio 1956    |
| 17 | The Colonel                    | 15 gennaio 1956   |
| 18 | Bride Wore an Opal Ring        | 22 gennaio 1956   |
| 19 | The Assassin                   | 29 gennaio 1956   |
| 20 | Just Off Piccadilly            | 5 febbraio 1956   |
| 21 | The Portrait                   | 12 febbraio 1956  |
| 22 | The Old Man of the Air         | 19 febbraio 1956  |
| 23 | The Case of Dr. Crippen        | 26 febbraio 1956  |
| 24 | Night Call                     | 4 marzo 1956      |
| 25 | The Lady and the Thief         | 11 marzo 1956     |
| 26 | Death Under the City           | 18 marzo 1956     |
| 27 | The Weakness of Frau Borkhardt | 25 marzo 1956     |
| 28 | The Lovebirds                  | 1° aprile 1956    |
| 29 | On Any One Day                 | 8 aprile 1956     |
| 30 | Dead or Alive                  | 15 aprile 1956    |
| 31 | The Gloves                     | 22 aprile 1956    |
| 32 | The Ends of Justice            | 29 aprile 1956    |
| 33 | Forecast Unsettled             | 6 maggio 1956     |
| 34 | Episode in Paris               | 13 maggio 1956    |